# Miami-Dade Police Department
Il Miami-Dade County Police Department (MDPD), precedentemente conosciuto come Metro-Dade Police Department (1981-1997), Dade County Public Safety Department (1957–1981) e come Dade County Sheriff's Office (1836–1957) è il dipartimento di polizia della contea di Miami-Dade, in Florida, anche se gli agenti talvolta operano anche fuori dei confini effettivi, in base ad accordi siglati con gli altri dipartimenti.
La sede centrale del dipartimento è a Doral, in Florida.

## Organizzazione
È il reparto di polizia più grande del sud-est degli Stati Uniti, con circa 4.700 dipendenti ed è spesso indicato con il suo nome precedente, Metro-Dade o semplicemente Metro. Gli agenti di polizia di Miami-Dade sono facilmente identificabili per il colore grigio-marrone/marrone delle loro divise mentre i loro veicoli sono identificabili per l'impiego dei colori verde e bianco. Gli agenti possiedono distintivi d'argento mentre gli agenti con i gradi di sergente, o superiore, possiedono distintivi d'oro.
Il MDPD opera su otto stazioni sparse in tutta la contea di Miami-Dade e nei diversi laboratori specializzati. Il MDPD è accreditato a livello internazionale dalla Commission on Accreditation for Law Enforcement Agencies, così come a livello locale da parte della Florida Commission for Law Enforcement Accreditation. Nel 2020 il direttore del dipartimento è Alfredo Ramirez III.

## Miami Vice
La Metro-Dade Police è stato il corpo di polizia da cui fu sviluppata l'iconica serie tv degli anni '80 Miami Vice. I due protagonisti infatti, e tutti gli altri personaggi comprimari, erano, nella finzione della fiction, ufficiali della OCB (Organized Crime Bureau), una sezione della Metro-Dade per combattere il crimine organizzato. Tuttavia, oltre agli attori che impersonavano i personaggi principali, nelle scene d'azione della serie si potevano vedere come comparse reali agenti in divisa, con le vere auto di pattuglia bianco-verdi dell'epoca.

## Gradi
| Title                          | Insignia |
| ------------------------------ | -------- |
| Director                       |          |
| Deputy Director                |          |
| Assistant Director             |          |
| Deputy Chief or Division Chief |          |
| Major                          |          |
| Bureau Commander               |          |
| Captain                        |          |
| Lieutenant                     |          |
| Sergeant                       |          |
| Police Officer/Detective       |          |